# Premier League (Lesotho)
De Premier League is de hoogste voetbaldivisie van Lesotho. De competitie is ook bekend onder de sponsornaam Vodacom Premier League en werd opgericht in 1970. De competitie bestaat uit 14 clubs. Matlama FC is de succesvolste club met 9 titels.

## Deelnemende clubs
- Bantu
- Joy
- Lerotholi Polytechnic
- Lesotho Correctional Services
- LMPS
- Lioli FC
- Linare FC
- Likhopo
- Mabeoana
- Matlama FC
- Swallows
- Mphatlalatsane
- Maduma
- Lesotho Defence Force

## Kampioenschappen
- 1970 : Maseru United
- 1971 : Majantja FC
- 1972 : Police
- 1973 : Linare FC
- 1974 : Matlama FC
- 1975 : Maseru FC
- 1976 : Maseru United
- 1977 : Matlama FC
- 1978 : Matlama FC
- 1979 : Linare FC
- 1980 : Linare FC
- 1981 : Maseru Brothers
- 1982 : Matlama FC
- 1983 : Lesotho Paramilitary Forces
- 1984 : Lesotho Paramilitary Forces
- 1985 : Lioli FC (Teyateyaneng)
- 1986 : Matlama FC
- 1987 : Royal Lesotho Defence Force
- 1988 : Matlama FC
- 1989 : Arsenal
- 1990 : Royal Lesotho Defence Force
- 1991 : Arsenal
- 1992 : Matlama FC
- 1993 : Arsenal
- 1994 : Royal Lesotho Defence Force
- 1995 : Majantja FC
- 1996 : Roma Rovers
- 1997 : Royal Lesotho Defence Force
- 1998 : Royal Lesotho Defence Force
- 1999 : Royal Lesotho Defence Force
- 2000 : Lesotho Prisons Service
- 2001 : Lesotho Defence Force FC
- 2002 : Lesotho Prisons Service
- 2003 : Matlama FC
- 2004 : Lesotho Defence Force FC
- 2005 : Likhopo
- 2006 : Likhopo
- 2007 : Lesotho Correctional Services
- 2008 : Lesotho Correctional Services
- 2009 : Lioli FC
- 2010 : Matlama FC
- 2011 : Lesotho Correctional Services